# عمادعلی
عمادعلی (به انگلیسی: Amadalli) یک منطقهٔ مسکونی در هند است که در کارناتاکا واقع شده‌است.

## خصوصیات
عمادعلی ۶٬۵۹۳ نفر جمعیت دارد.